# Як приборкати дракона 3: Прихований світ
«Як приборкати дракона 3: Прихований світ» (англ. How to Train Your Dragon: The Hidden World) — американський тривимірний (3D) комп'ютерно-анімаційний пригодницько-комедійний фільм, знятий Діном ДеБлуа. Він є продовженням фільмів «Як приборкати дракона» (2010) і «Як приборкати дракона 2» (2014). Прем'єра стрічки в Україні — 21 лютого 2019 року.

## Сюжет
Через рік після оборони Берка від Драго, Гикавка і Беззубик продовжують рятувати захоплених драконів, щоб повернути їх до Берка і створити кращий світ для драконів і людей. На жаль, їхні зусилля призвели до перенаселеності острова з драконами. Гикавка бажає знайти Прихований Світ, безпечний для драконів, про який марив його покійний батько Стоїк. Між тим, білого дракона Денну Лють, утримувану в полоні, сумнозвісний мисливець за драконами Грізлі використовує як приманку для захоплення Беззубика.
Беззубик зустрічає Денну Лють в своєму лісі на острові, і обидва вони швидко закохуються один в одного. Пізніше Гикавка із Астрід виявлять пастки Грізлі на драконів в цьому лісі. Грізлі не заспокоїться, поки не вполює останнього дракона з нічних фурій — Беззубика, тому Гикавка готує засідку проти нього, але Грізлі втікає, спалюючи будинки вікінгів, погрожуючи повернутися, якщо Гикавка не віддасть йому Беззубика. У відповідь, Гикавка заохочує громадян залишити Берк у пошуках прихованого світу, де було б безпечно жити людям і драконам.
Під час мандрівки беркіанці потрапляють на острів, на якому вони спочатку планують відпочити, але незабаром починають там оселятися, навіть якщо тільки тимчасово. На тому острові Беззубик зустрічається з Денною Люттю, виконує для неї залицяльні танці і підкоряє її увагу малюнком на піску. Помітивши бажання Беззубика частіше літати з Денною Люттю, Гикавка відновлює втрачену драконом частину хвоста. Після чого дракони відлітають у невідомий край.
Армія Грізлі наближається до острова для захоплення Беззубика. Гикавка з вершниками планують захопити Грізлі, але потрапляють в пастку і ледве рятуються. Забіяка захоплена в полон, але своїми безкінечними теревенями вона настільки дратує Грізлі, що він звільняє її і таємно переслідує до нового місця перебування вікінгів.
Гикавка і Астрід вершки на Громгільді у пошуках Беззубика знаходять Прихований Світ, в якому Беззубик і Денна Лють — королі драконів. Інші дракони виявляють ворожість до непроханих людей, і Беззубик рятує Гикавку з Астрід і повертає їх до вікінгів. Раптом з'являється Грізлі і захоплює Беззубика і Денну Лють, яку погрожує вбити, якщо Беззубик не дозволить йому захопити і решту драконів Берка.
Астрід разом з Гикавкою та іншими вершниками нападають на Грізлі і його армію, звільняють Беззубика, в той час як злий мисливець змушує Денну Лють підкорятись йому. Гикавка вершки на Беззубику гоняться за Грізлі, звільняють Денну Лють, але під час бійки Грізлі підстрілює Беззубика, який падає вниз. Гикавка кидається на злого мисливця, відбиває Денну Лють і благає її врятувати падаючого Беззубика, таким чином жертвуючи собою, адже разом з Грізлі падає в море. Денна Лють, однак, повертається, щоб врятувати Гикавку, а Грізлі тоне.
Повернувшись на острів, і Беззубик, і Гикавка розуміють, що дракони ніколи не будуть почуватися безпечно в людському світі. Гикавка крізь сльози прощається з Беззубиком, і всі вікінги відпускають своїх драконів, щоб ті жили новим життям в Прихованому Світі.
Пізніше, Гикавка і Астрід одружилися на острові, на якому оселилися.
Через кілька років, Гикавка з Астрід із 2 своїми дітьми пливуть через море на зустріч з драконами. Біля краю Прихованого Світу Беззубик і Денна Лють спокійно відпочивають зі своїми 3 дитинчатами-драконами. Беззубик зустрічає їх насторожено, але впізнає свого старого друга і тепло з ним вітається. Познайомивши своїх дітей із своїм другом-драконом, Гикавка з сином летять на Беззубику, Астрід з донькою на Громгільді у супроводі Денної Люті та їхнього потомства. Гикавка обіцяє, що поки людство не зможе мирно співіснувати один з одним, дракони залишаться у Прихованому Світі, поки не прийде час, коли вони повернуться до світу людей.

## Озвучування
- Джей Барушель — Гикавка
- Америка Феррера — Астрід
- Фарід Мюррей Абрахам — Гримчак
- Кейт Бланшетт — Валка, мати Гикавки
- Джерард Батлер — Стоїк, батько Гикавки
- Крейг Фергюсон — Патяк
- Джона Гілл — Шмаркляк
- Крістофер Мінц-Плассе — Рибоніг
- Крістен Віг — Твердюх
- Джастін Руппл — Впертюх
- Кіт Герінгтон — Ерет
- Олафур Даррі Олафссон — Раґнар
- Девід Теннант — Івар

## Виробництво
У грудні 2010 року голова DreamWorks Джеффрі Катценберг заявив, що в серії «Як приборкати дракона» буде три фільми. У червні 2011 року Дін ДеБлуа, режисер другого і третього фільмів, підтвердив інформацію про виробництво трилогії.